# صلاح الدين الأيوبي (فلم)
صلاح الدين الأيوبي فيلم مصري من إنتاج عام 1941، بطولة بدر لاما وأنور وجدي، إخراج إبراهيم لاما.
يعقد المسلمون والصليبيون هدنة أثناء مرض ريتشارد قلب الأسد ، وينتهز الشباب العرب هذه الفرصة من أجل الانضمام إلى جيوشهم في أورشليم ، ومن بين هؤلاء سيف الدين الذي يخفى هويته التي يعرفها الأمير خالد . يتجه الشاب نحو القدس ، ويكتسب ثقة السلطان الذي يكلفه بالس

## فريق العمل
| - بدر لاما:الفارس سيف الدين - أنور وجدي - بشارة واكيم - ثريا فخري:وصيفة الأميرة سلمى - محمود المليجي - فاخر فاخر:مساعد عمرو - بدرية رأفت: الأميرة سلمى | - منسي فهمي - حسن حلمي - عز الدين الترجمان - الرومي - سيد نصير - حمدى مصطفى - يوسف صالح: الخادم عمران | - إبراهيم عبده: حارس الباب - فوزية أحمد: جوليانا - فؤاد يوسف: بكر - صفية حلمي: الراقصة - حليم: زميل الراقصة - سمير عبد الله لاما: الطفل سمير - احمد صادق: الخادم حمدان |

## روابط خارجية
- مقالات تستعمل روابط فنية بلا صلة مع ويكي بيانات